# Deossiipusina monoossigenasi
La deossiipusina monoossigenasi è un enzima appartenente alla classe delle ossidoreduttasi, che catalizza la seguente reazione:
proteina N6-(4-amminobutil)-L-lisina + AH2 + O2 ⇄ proteina N6-[(R)-4-ammino-2-idrossibutil]-L-lisina + A + H2O
L'enzima catalizza il passo finale nella formazione dell'amminoacido ipusina in eIF5 (fattore d'inizio di traduzione 5A eucariotico).